# Guerra de los Cuatro Días
La guerra de los Cuatro Días, denominado también como Guerra de Abril, fue un conflicto armado desarrollado en abril de 2016 en el Alto Karabaj (Nagorno Karabaj), entre el Ejército de Defensa del Alto Karabaj, respaldado por las Fuerzas Armadas de Armenia, contra las Fuerzas Armadas de Azerbaiyán. Los enfrentamientos ocurrieron en una región que se disputa entre la República del Alto Karabaj (estado de facto) y Azerbaiyán. La región incluye Nagorno Karabaj y sus alrededores. Los enfrentamientos fueron definidos como «los peores» desde 1994, cuando se firmó el cese al fuego que terminó con la Guerra del Alto Karabaj, iniciada en 1988.
El conflicto inició el 1 de abril 2016 y se alcanzó un alto el fuego el 5 de abril, sin embargo, ambas partes se acusaron mutuamente de violaciones. Azerbaiyán afirmó haber recuperado 2000 hectáreas de tierra, mientras que los funcionarios armenios sugirieron una pérdida de 800 hectáreas de tierra sin importancia estratégica. El Departamento de Estado de los Estados Unidos estimó que un total de 350 personas, militares y civiles, murieron. Las fuentes oficiales de las partes en conflicto colocan esas estimaciones mucho más altas o más bajas, según la fuente.

## Contexto  y el estallido
En 1994, un alto el fuego puso fin a la Guerra de Nagorno Karabaj entre armenios en el enclave de Nagorno Karabaj y Armenia y Azerbaiyán, por un lado. Sin embargo, no se firma ningún tratado de paz y se producen escaramuzas esporádicas en los años siguientes en la frontera. Los enfrentamientos estallaron la noche del 1 al 2 de abril de 2016, en la frontera de Nagorno Karabaj. Ambas partes se acusan mutuamente de haber empujado a la batalla. Según Thomas de Waal, analista de la Fundación Carnegie para la Paz Internacional, más de 20,000 soldados están a ambos lados de la línea frontal. Tanques, artillería pesada y helicópteros están ocupados. Azerbaiyán afirma haber tomado el control de la aldea de Talish y de dos colinas, lo que Armenia niega. Estos son los enfrentamientos más sangrientos desde el alto el fuego de 1994..
El 3 de abril, el fuego de artillería continuó, a pesar del anuncio de Azerbaiyán de "cesar las hostilidades de manera unilateral". El martes 5 de abril, se proclamó un alto el fuego bilateral, reafirmado el 8 de abril, bajo los auspicios del CICR, en particular de las 15:00 a las 20:00 UTC para permitir la búsqueda de cadáveres de personas desaparecidas.
El Estado de Israel también está implicado por Armenia en los enfrentamientos. De hecho, los israelíes proporcionaron al ejército de Azerbaiyán varios vehículos aéreos no tripulados del IAI, incluido uno que se estrelló contra un autobús que transportaba voluntarios armenios. El líder de la Knesset, Zehava Gal-On, también lamenta el hecho de que las armas "ciertamente no deben [ser utilizadas] contra civiles, porque existe un temor importante de que las leyes de guerra hayan sido violadas en este momento." Refiriéndose a la ayuda de las armas israelíes.

## Diálogos y fin del conflicto
Ambas partes afirman haber matado a docenas, si no cientos, de sus oponentes. El 2 de abril, Armenia afirma haber matado a 200 soldados azerbaiyanos, mientras que Azerbaiyán dice que 100 soldados armenios han sido asesinados, pero estos informes probablemente son exagerados. El 2 de abril, Armenia afirma que 18 de sus soldados murieron y unos 35 resultaron heridos. El Ministerio de Defensa de Azerbaiyán informa que al menos 12 soldados murieron y un helicóptero fue derribado.
El 4 de abril, Azerbaiyán anunció la muerte de tres más de sus soldados. Dos civiles también fueron asesinados el 2 de abril; un niño armenio de 12 años, fusilado por fuego de artillería, y un civil azerí. Siete civiles armenios fueron heridos. El 4 de abril, según la prensa armenia, Azerbaiyán perdió cerca de 20 tanques, entre 6 y 9 destruidos, 2 helicópteros, 4 drones o más y una importante pérdida de tropas en tierra. Se puede ver que la lucha continúa en el frente y que puede ser una nueva guerra, que incluso podría hacerse oficial después de las declaraciones del presidente de Armenia. con videos y fotografías con su cabeza servida en redes sociales.
Según Armenpress, el científico político armenio Hrant Melik-Chahnazarian publicó en el sitio web voskanapat.info una carta emitida el 28 de abril de 2016 por un alto funcionario del ejército azerí, el general Nedjmedin Sadikov a Zakir Hasanov, el Ministro de Defensa de Azerbaiyán en el que informó sobre las pérdidas azeríes durante la "guerra de 4 días" contra las fuerzas de Artsaj (Nagorno Karabaj).
En esta carta, N. Sadikov escribe que las pérdidas del ejército azerí entre el 2 y el 6 de abril en la guerra contra las fuerzas armenias en la frontera de Artsaj son 558 soldados azeríes muertos y 1.293 heridos. De estos heridos, 58 fueron extremadamente graves. Tenga en cuenta que solo en el frente Talish-Martakert, las pérdidas azeríes fueron de 98 soldados. Del lado armenio las pérdidas fueron de 102 soldados y civiles.